# Only You (植村花菜の曲)
「Only You」（オンリー・ユー）は、植村花菜のデジタル・ダウンロードシングル。2007年7月11日に配信された。

## 概要
曲はスコットランドの女性シンガーソングライター・サンディー・トムの未発表曲、詞は森若香織がつけた。未発表曲なのでカバーではない。期間限定配信シングルとして2007年7月11日より先行配信されている。当初「ダウンロード数が増えれば、もしかしてCDになるかもしれない」といわれていたが、2007年11月7日に発売された「愛と太陽」にも収録された。初めての英語タイトル。
スタッフから「今度こんな人がデビューするんだよ。」「未発表音源も聴いてみる?」といわれ、この曲すごくいいなあと思って「Only You」をシングルにしたいとサンディー・トムにオファーを出したところ、OKされた。

## 収録曲
1. Only You
作詞・作曲：Sandi Thom・Dave James・John Mclaughlin、日本語詞：森若香織、編曲：松岡モトキ・阿部尚徳